# Ernst-Binnewies-Turm
Der Ernst-Binnewies-Turm (Volksmund: Tafelbergturm) ist ein 1926 errichteter und eingeweihter, ca. 19 m hoher Aussichtsturm auf der „Hohen Tafel“, der mit 395 m ü. NHN höchsten Erhebung der Sieben Berge. Er steht auf der Gemarkung von Rheden, einem Ortsteil von Gronau (Leine). Der Turm steht unter Denkmalschutz.

## Geschichte
Seit 1877 hat ein hölzerner Turm auf dem Tafelberg (Hohe Tafel) gestanden, der vom Revierförster Pape aus Eberholzen errichtet worden war. Gegen Ende des 19. Jahrhunderts ist dieser Holzturm wohl allmählich baufällig geworden. Seit wann er dann gänzlich unbenutzbar wurde, ist leider nicht überliefert. Der Standort auf der Hohen Tafel (populär: Tafelberg) wurde auch "der steile Brink", "die Platte" und "die Wacht an der Leine" genannt. Auf Initiative des damaligen Vorsitzenden des Alfelder Verkehrs- und Verschönerungsvereins Ernst Binnewies, ein gebürtiger Brüggener, wurde 1925 ein Ausschuss für einen Turmneubau gebildet.
Geldmittel wurden durch Zuschüsse aus den Landkreisen Alfeld und Gronau sowie aus Sammlungen beschafft. „Mit Kies vom Oberg und seinen Gespannen wurde der Bau durch Baron Freiherr Burghard von Cramm unterstützt. Den Transport des übrigen Baugutes, das von Hannover per Bahn nach Brüggen anrollte, hatten die Bauern von Brüggen und Rheden bis zum Waldrand übernommen. Durch Wort und Schrift warben auch die Alfelder Zeitung und die Gronauer Leine-Deister-Zeitung bei den Wandervereinen in der Provinz um namhafte Spenden. Auch die Lehrerschaft des Kreises beteiligte sich mit Sammlungen. So erfuhr die Turmbau-Initiative die Unterstützung aller Kreise der Bevölkerung, vor allem der Mitglieder des ins Leben gerufenen Heimatschutzverein Brüggen“.
Grundsteinlegung und Baubeginn des Turmes erfolgten an Himmelfahrt, dem 13. Mai 1926 und am 15. August des gleichen Jahres dessen Einweihung. Die Gesamtkosten beliefen sich auf 16.500 M.
Von 1926 bis 1937 fand in der Hütte unmittelbar am Turm während der Sommerzeit ein Ausschank statt. In der Zeit von 1938 bis 1945 wurde die Bewirtung aufgegeben, die Schutzhütte zerstört, die Türen, Blitzableiter und Regenbleche wurden demontiert.
Zwischen 1946 und 1956 war der Turm verwaist.
1957 bis 1970 bemühten sich verschiedene Gruppen um den Turm, gelegentlich fand an Himmelfahrt ein Ausschank statt. 1974 wurde der Turm als Baudenkmal eingestuft. 1975 ließen die Gemeinden Brüggen, Rheden, Wallenstedt und Heinum den Turm für 10.000 DM renovieren. Im Laufe der nächsten Jahre (bis 1986) verlotterte der Turm zusehends.
Eine weitere Renovierung durch die Gemeinden Brüggen, Rheden und der Stadt Gronau erfolgte im Jahr 1990 und kostete 20.000 DM. Am 16. Februar 1991 wurde der Förderverein Hohe Tafel e. V. gegründet.
Am 20. Mai 1993 wurde der Turm von den Gemeinden Brüggen und Rheden festlich dem Förderverein übergeben. Bänke und Tische wurden aufgestellt und der Wetterunterstand errichtet sowie Malerarbeiten ausgeführt.
Am 2. September 2006 wurde das achtzigjährige Bestehen des Turms auf dem Tafelberg gefeiert.